# پیتر کازگرو
پیتر کازگرُو (به انگلیسی: Peter Cosgrove) (زاده ۲۸ ژوئیه ۱۹۴۷)، ارتشبد بازنشسته نیروی زمینی استرالیا و بیست و ششمین فرماندار کل استرالیا بود.
کازگرو حضور در جنگ ویتنام و فرماندهی در رده‌های مختلف ارتش استرالیا را در سابقه خود دارد. وی در سال ۱۹۹۹ به عنوان فرمانده نیروهای بین‌المللی صلح‌بانی در تیمور شرقی انتخاب شد. در فاصله سال‌های ۲۰۰۰ تا ۲۰۰۲ مقام فرماندهی نیروی زمینی استرالیا و از سال ۲۰۰۲ تا زمان بازنشستگی در سال ۲۰۰۵ فرماندهی کل نیروهای مسلح استرالیا را برعهده داشت. کازگرو در ژانویه ۲۰۱۴ از طرف تونی ابوت نخست‌وزیر و با تأیید ملکه به عنوان فرماندار کل استرالیا انتخاب شد و از مارس همان سال تا ۳۰ ژوئن ۲۰۱۹ این مقام را برعهده داشت.